# Die Liebenden des Polarkreises
Die Liebenden des Polarkreises (Originaltitel: Los amantes del círculo polar) (deutscher Titel laut Vorspann: Die Liebenden vom Polarkreis) ist ein Film des spanischen Regisseurs Julio Medem aus dem Jahr 1998. Die Handlung des Liebesfilms erzählt die Geschichte von Otto und Ana, die sich seit der Schulzeit kennen und lieben lernen und mit der Zeit beginnen, eine sexuelle Beziehung zu führen. Als diese Beziehung zerbricht, versucht Otto erst Selbstmord zu begehen, bis er dann schließlich als Pilot zum Polarkreis fliegt. Dorthin zieht es dann auch Ana und es kommt zu einer erneuten Annäherung, der jedoch ein Unfall, bei dem Ana ums Leben kommt, ein Ende bereitet. Die beiden Hauptcharaktere Otto und Ana werden von Fele Martínez und Najwa Nimri gespielt. Der Film behandelt Themen wie Liebe, Tod, Schicksal und Kreisläufe im Leben, die in vielen Filmen von Medem eine Rolle spielen. Der Film erhielt einige Preise, von denen zwei Goyas aus dem Jahr 1999 die bedeutendsten sind.

## Handlung
Der Film, der abwechselnd aus dem Blickwinkel der beiden Protagonisten erzählt wird, beginnt mit einer Szene, als sich Otto nach einem Flugzeugabsturz mit seinem Fallschirm in einem Baum verfangen hat. Dabei kommen ihm Erinnerungen, wie er Anna, seiner Stiefschwester und heimlichen Liebe, begegnet ist.
Otto und Ana lernen sich als Schulkinder im Madrid des Jahres 1980 kennen. Er verliebt sich auf den ersten Blick in sie, sie hingegen braucht einige Zeit, um ihre Gefühle für Otto zu entdecken. Als Anas Mutter Olga und Ottos Vater Álvaro zusammenziehen und heiraten, werden die beiden zu Stiefgeschwistern. In dieser Zeit entdecken die beiden ihre Sexualität und beginnen eine Beziehung miteinander, die sie vor ihren Eltern verheimlichen. Beide projizieren in den anderen eine tiefergehende Existenz hinein. So nimmt Otto Ana als Ersatz für seine leibliche Mutter Ula wahr und Ana Otto als die Reinkarnation ihres kurz zuvor verstorbenen Vaters. Als Ottos Mutter Selbstmord begeht, versucht auch er sich umzubringen. In der Folge zerbricht seine Beziehung zu Ana.
Nach dem gescheiterten Selbstmordversuch verlässt Otto seine Familie und zieht nach Finnland, um dort eine Pilotenausbildung zu beginnen. Dabei folgt er dem Beispiel des deutschen Bomberpiloten Otto Midelmann, dessen Leben von seinem Großvater gerettet wurde und nach dem Otto benannt wurde. Er besteht die Prüfung zum Piloten und fliegt als Kurier zwischen Spanien und Lappland. Einige Zeit später folgt ihm Ana und wird in Finnland Lehrerin, doch die beiden treffen sich nicht. Sie trifft dort auf den deutschen Piloten, der eine Blockhütte am Polarkreis besitzt. Otto und Ana haben Kontakt aufgenommen und wollen sich in dieser Hütte treffen. Er fliegt dorthin und springt mit einem Fallschirm ab, während das Flugzeug auf dem Boden zerschellt. Er verfängt sich in einem Baum und verpasst Ana, die sich in die nächste Stadt aufmacht. Dort ist sie so in eine Zeitung vertieft, in dem sie einen Artikel über das abgestürzte Flugzeug liest und annimmt, Otto wäre dabei gestorben, dass sie vor einen Bus läuft. Sie hat in diesem Moment eine Vision, Otto wieder zu treffen und tatsächlich rennt er zu ihr und sieht sich am Ende des Films in ihren Augen reflektiert.

## Hintergrund
Julio Medem führte für Die Liebenden des Polarkreises nicht nur Regie, sondern hatte auch das Buch geschrieben. Medem verarbeitete dabei auch seine eigenen Erfahrungen mit der Liebe als Heranwachsender und die Beziehung zu seinem Vater. Charakteristisch für den Film sind die einzelnen Kapitel aus Sicht je eines der Hauptcharaktere. Gedreht wurde in Madrid, Lappland, Lohja und Helsinki.

## Kritik
„Ein schillernder Film, erdacht als emotionales Puzzle, das durch die verschiedenen Blickwinkel der beiden Protagonisten eine ambivalente Doppelbödigkeit erhält. Getragen von spröder Poesie, feiert er die Liebe sowie den Zufall und meidet trotz seiner märchenhaften Form stets folkloristische Gemeinplätze.“

## Auszeichnungen
Die Liebenden des Polarkreises lief im Jahr 1998 im Wettbewerb um den Goldenen Löwen bei den Internationalen Filmfestspielen von Venedig, erhielt dort jedoch keinen Preis.
Im Jahr 1999 war der Film für vier Goyas nominiert und gewann die Auszeichnung für den besten Schnitt und die beste Filmmusik.
Bei Internationalen Filmfestival von Athen, dem Panorama of European Cinema, erhielt Julio Medem im Jahr 2000 den Publikumspreis, ebenso wie den Publikumspreis in der Kategorie Latin Motion Picture beim Festival de Gramado in der brasilianischen Stadt Gramado.
Darüber hinaus gewann Die Liebenden des Polarkreises den Premios Ondas für den besten spanischen Film, zudem erhielt Najwa Nimri diesen Preis als beste Schauspielerin für ihre Rolle der Ana.